# Apinagia arminensis
Apinagia arminensis là một loài thực vật có hoa trong họ Podostemaceae. Loài này được P.Royen mô tả khoa học đầu tiên năm 1951.